# 世界展望會
世界宣明会（英語：World Vision International，大陸和香港稱世界宣明會），是一個总部位于美国的基督教國際救援及發展機構，目前在全球約100個國家或地區工作。2018年度，在全球籌募所得的善款及物資總值多達27.5億美元，總受益人數超過1億，其中240萬人是資助兒童。世界展望會是世界上其中一間具規模的救災、扶貧及發展的民間機構。
世界宣明会透過開展兒童爲本區域發展項目、救災及重建、教育、醫療衛生、農林環保、孤兒及有特殊需要的兒童服務，以及城市事工等發展項目，協助貧窮人擺脫貧窮，達致自力更生及持續發展。
世界宣明會與世界衞生組織，聯合國兒童基金會及其他聯合國分支機構保持合作關係。

## 歷史
1947年，美國基督教青年宣教士鮑伯·皮爾斯前往中國和韓國遇到很多人經常沒有食物，衣服，住所或藥物。1950年代初朝鮮戰爭期間，他幫助成立了孤兒院，照顧孩子。有感於平民特別是戰爭孤兒的遭遇，他返回美國後，開始籌集資金，創建救援組織——世界展望會。
1950年創辦最初在美國經營，並很快地擴大到其他國家，目前於泰國曼谷設立亞太總部。今天，已發展至埃塞俄比亞、迦納、阿富汗、印度、羅馬尼亞、玻利維亞、薩爾瓦多、墨西哥、巴布亞新幾內亞等等90多個國家。現在集中在社區發展和賑災工作，幫助貧困兒童及其家庭，建設可持續的未來。
- 1962年世界展望會在香港成立辦事處
- 1964年台灣展望會成立
- 1982年香港宣明會成立中國事工部
- 1993年香港宣明會中國事工部正式成為中國辦事處即世界宣明會-中國

## 爭議

### 總幹事性侵事件
1995年，時任香港宣明會總幹事51歲的倪貢明牧師，他邀約27歲的舊女下屬到其住所，其間借醉強吻，之後載女事主到飛鵝山，在車內再強索吻兼摸胸。最終倪被被裁定非禮罪成，罰款八千元及需留案底，之後上訴亦遭駁回。最後，被戲稱「濕吻牧師」的倪貢明向宣明會請辭總幹事職務。

### 成員的性醜聞
據《星期日郵報》報導，世界宣明會職員於2010年派員到海地賑災期間，有受薪員工強迫地震災民提供性服務，否則就要付錢換取糧食援助。宣明會發言人指涉案者是義工或參與「以工換糧」計劃的受助人。
據非牟利新聞媒體網站「新人道主義者（The New Humanitarian）」與「湯森路透基金會（Thomson Reuters Foundation）」近1年的調查，發現由 2018年至2020年3月（即伊波拉疫情持續期間），剛果民主共和國有超過50名婦女被國際組織人員性侵，其中更有 2 人因此而懷孕；涉及組織包括世界衛生組織、無國界醫生、世界宣明會、聯合國兒童基金會、樂施會、ALIMA及國際移民組織等。

### 同性婚姻立場
2014年3月24日，世界宣明會總幹事發表公開信中，表示員工來自50個以上的教派，基於避免爭論同性婚姻而撕裂整體組織，決定開放雇用同性已婚員工，雖然強調這不代表贊成同性婚姻，卻引發葛理翰佈道協會、撒瑪利亞救援會及神召會的反駁，事件發生後再度發表公開信，決定撤回2天前雇用同性戀政策，忠於聖經的教導。

### 香港分會助養造假
2021年1月，一名透過香港世界宣明會在埃塞俄比亞助養男童的香港助養人，在Facebook上發表貼文，指稱收到年度進度報告後，發現受助養男童的照片有問題，除了發現有兩年的照片重複，更發現前年相中人非同一個人，而且相中人會「忽然年輕」更會「讀同一本書的同一頁讀了三年」，助養人懷疑自己被騙。宣明會承認事件是埃塞俄比亞辦事處人手錯貼及漏貼受助人的最新照片。
2021年2月，一名香港助養人向媒體提到她於2018年前往馬拉威探望其助養兒童，看到有大批零食和汽水等非必要物資被運到宣明會的馬拉維辦公室，亦看到經理室內的洗手間包含沖涼花灑等奢侈設備。還有，宣明會分配物資時十分混亂，引起推撞和打架場面。除此之外，她以為捐款能為助養的兒童供書教學，卻發現助養的兒童連基本英語也不懂，這更使她懷疑受騙，因為她助養的兒童9年來一直以流暢英語和她作書信溝通。世界宣明會發稿解釋，指助養人的書信會由他人代筆，但助養人強調從未聽過英文書信亦會有代筆，又指宣明會的宣傳片段中這些非洲兒童是會上課學英文，宣傳資料和事實不符。
2021年12月，一位網民在臉書發文指約10年前起，透過宣明會以每月300港元助養一名阿爾巴尼亞男童，最近在社交網站尋找受助人，竟然發現受助人的社交平台竟然充斥煙、酒、汽車等生活奢靡的照片，並在聯絡對方後確認是宣明會受助兒童的相中人，但對方否認曾透過宣明會受助，只知道自己被拍照，對以往每年以他的名義寄給助養人的聖誕卡及相片，也不知情。事情引起網上熱議，宣明會僅稱會跟進。

## 活動
- 資助兒童計劃（國內兒童每月NT$2,000、國外兒童每月NT$700）
- 飢餓三十（飢餓三十DIY營隊、義賣品或自由捐款）
- 與世界的兒童做朋友（義賣品或自由捐款）
- 投資豐盛生命工程（每月NT$2000）